# Portada/efemèride octubre 13
Jeanne-Françoise Quinault
« 12 d'octubre · 13 d'octubre · 14 d'octubre »